# دنگ زیلونگ
دنگ زیلونگ (انگلیسی: Deng Zilong; ۱ ژانویهٔ ۱۵۳۱ – ۱ ژانویهٔ ۱۵۹۸) اهل دودمان مینگ چین بود. وی به خاطر شرکت در آخرین نبرد از جنگ ایمجین (تهاجم ژاپن به کره (۱۵۹۸–۱۵۹۲)، نبرد نوریانگ، جایی که در کنار قهرمان جنگ کره@ای یی سون شین کشته شد، در کره به عنوان یک قهرمان در خاطره‌ها به یاد مانده‌است.